# Amphoe Huai Phueng
Amphoe Huai Phueng (Thai: อำเภอ ห้วยผึ้ง) ist ein Landkreis (Amphoe – Verwaltungs-Distrikt) der Provinz Kalasin. Die Provinz Kalasin liegt in der Nordostregion von Thailand, dem so genannten Isan.

## Geographie
Die Nachbarbezirke sind im Uhrzeigersinn von Osten startend: die Amphoe Na Khu, Kuchinarai, Na Mon und Somdet in der Provinz Kalasin sowie Amphoe Phu Phan der Provinz Sakon Nakhon.

## Geschichte
Huai Phueng wurde am 5. Mai 1981  zunächst als „Zweigkreis“ (King Amphoe) angelegt, indem die drei Tambon Nikhom Huai Phueng, Kham Bong und Khai Nun vom Amphoe Khao Wong abgetrennt wurden. 
Am 21. Mai 1990 wurde Huai Phueng zum Amphoe heraufgestuft.

## Verwaltung

### Provinzverwaltung
Der Landkreis Huai Phueng ist in vier Tambon („Unterbezirke“ oder „Gemeinden“) eingeteilt, die sich weiter in 52 Muban („Dörfer“) unterteilen.
| Nr. | Name               | Thai     | Muban | Einw.  |
| --- | ------------------ | -------- | ----- | ------ |
| 1.  | Kham Bong          | คำบง     | 15    | 10.552 |
| 2.  | Khai Nun           | ไค้นุ่น     | 13    | 06.412 |
| 3.  | Nikhom Huai Phueng | นิคมห้วยผึ้ง | 16    | 09.279 |
| 4.  | Nong I But         | หนองอีบุตร | 08    | 04.351 |

### Lokalverwaltung
Es gibt drei Kommunen mit „Kleinstadt“-Status (Thesaban Tambon) im Landkreis:
- Nong I But (Thai: เทศบาลตำบลหนองอีบุตร) besteht aus dem gesamten Tambon Nong I But.
- Huai Phueng (Thai: เทศบาลตำบลห้วยผึ้ง) besteht aus Teilen des Tambon Nikhom Huai Phueng.
- Kham Bong (Thai: เทศบาลตำบลคำบง) besteht aus dem gesamten Tambon Kham Bong.

Außerdem gibt es zwei „Tambon-Verwaltungsorganisationen“ (องค์การบริหารส่วนตำบล – Tambon Administrative Organizations, TAO):
- Khai Nun (Thai: องค์การบริหารส่วนตำบลไค้นุ่น)
- Nikhom Huai Phueng (Thai: องค์การบริหารส่วนตำบลนิคมห้วยผึ้ง)